# Халтмаагийн Баттулга
Халтмаагийн Баттулга (монг. Халтмаагийн Баттулга?, ᠬᠠᠯᠲᠠᠮ᠎ᠠ ᠢᠢᠨ 
ᠪᠠᠲᠤᠲᠤᠯᠭ᠎ᠠ?), [xɑɮtmaːɡiːŋ ˈbɑttʊɮɐk], род. 3 марта 1963, Улан-Батор, МНР) — монгольский государственный деятель, президент Монголии с 10 июля 2017 по 25 июня 2021 года. Самбист, чемпион и призёр чемпионатов мира, победитель и призёр розыгрышей Кубка мира, Заслуженный спортсмен Монголии (1995), президент Федерации дзюдо Монголии.

## Биография
Халтмаагийн Баттулга родился 3 марта 1963 года в Улан-Баторе. В 1982 году окончил Училище изобразительных искусств Монголии по специальности «художник». С 1982 по 1986 год работал художником в Комитете изобразительных искусств Монголии.
С 1986 по 1989 год — член национальной сборной МНР по самбо и дзюдо. Чемпион мира по самбо (1983), вице-чемпион мира (1986, 1990).
С 1992 по 1997 год — генеральный директор компании «Женко», затем до 2004 года также работал в бизнес-структурах Монголии.
С 2004 по 2016 год — член Великого государственного хурала Монголии.
С 2008 по 2012 год — Министр дорог и транспорта Монголии, с 2012 года — Министр промышленности и сельского хозяйства Монголии.
В 2017 году выдвинут на пост Президента Монголии от Демократической партии.
7 июля 2017 года одержал победу на президентских выборах. Вступил в должность 10 июля 2017 года.

## Личные сведения
Женат вторым браком на Анджелике Даваин, русской по национальности и уроженке монгольского аймака Хэнтий. Первая жена Ц. Энхтуяа — директор компании «Нүүдэлчин». Воспитывает двух сыновей-близнецов.
Владеет монгольским, русским и английским языками.